# Tratado de Joinville

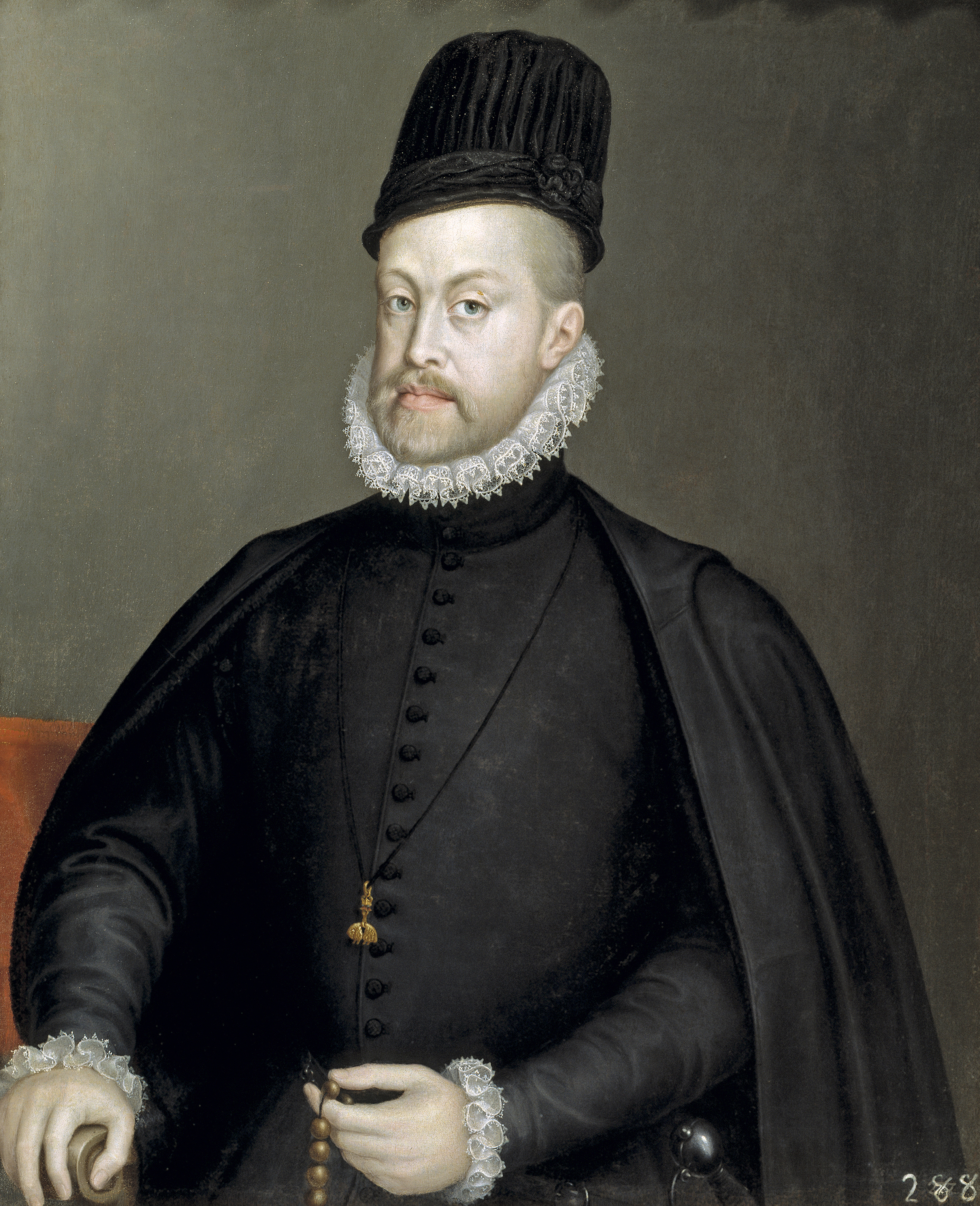
Retrato de Felipe II por la pintora Sofonisba Anguissola (Museo del Prado, Madrid)

El Tratado de Joinville fue firmado en secreto el 31 de diciembre de 1584 entre Felipe II, rey de España, y la Liga Católica, representada por Enrique I de la Casa de Guisa de Francia, ambos católicos que no aceptaban la existencia del calvinismo hugonote. Por ello este tratado se proponía fundamentalmente erradicar la herejía en el reino francés.

## Disposiciones del tratado
En el tratado:
- Felipe II de España acordó financiar la Liga Católica (50.000 coronas por miembro)[2] y reconoció al cardenal Carlos I de Borbón como heredero de Enrique III de Francia.[3]
- Tras el acceso de Carlos de Borbón al trono francés, volvería a confirmar la Paz de Cateau-Cambrésis.[2]
- El catolicismo sería la única religión permitida en Francia. Aquellos que no se convirtieran al catolicismo serían exterminados.[2]
- Se harían cumplir los decretos del Concilio de Trento.[2]
- Cesarían la alianza franco-otomana y los viajes franceses a las Indias y Azores.[2]
- Las zonas de los Países Bajos cedidas a Francia (Cambrai) por los llamados herejes serían devueltas a España.[2]